# Tun (Zweden)
Tun is een plaats in de gemeente Lidköping in het landschap Västergötland en de provincie Västra Götalands län in Zweden. De plaats heeft 207 inwoners (2005) en een oppervlakte van 32 hectare.